# Frankliniella
Genre
Frankliniella est un genre d'insectes thysanoptères de la famille des Thripidae.

## Liste d'espèces
Selon Catalogue of Life (6 sept. 2013) :
- Frankliniella abnormis
- Frankliniella achaeta
- Frankliniella andrei
- Frankliniella aurea
- Frankliniella bondari
- Frankliniella borinquen
- Frankliniella breviseta
- Frankliniella bruneri
- Frankliniella caudiseta
- Frankliniella cephalica
- Frankliniella citripes
- Frankliniella davidsoni
- Frankliniella deserticola
- Frankliniella ewarti
- Frankliniella exigua
- Frankliniella fulvipennis
- Frankliniella fusca
- Frankliniella fuscicauda
- Frankliniella genuina
- Frankliniella georgiensis
- Frankliniella gossypiana
- Frankliniella hawksworthi
- Frankliniella hemerocallis
- Frankliniella inornata
- Frankliniella insignis
- Frankliniella insularis
- Frankliniella intonsa
- Frankliniella invasor
- Frankliniella kelliae
- Frankliniella minuta
- Frankliniella obscura
- Frankliniella occidentalis
- Frankliniella pallida
- Frankliniella panamensis
- Frankliniella pontederiae
- Frankliniella runneri
- Frankliniella salviae
- Frankliniella schultzei
- Frankliniella solidaginis
- Frankliniella stylosa
- Frankliniella tenuicornis
- Frankliniella terminalis
- Frankliniella tritici
- Frankliniella tuttlei
- Frankliniella umbrosa
- Frankliniella unicolor
- Frankliniella vaccinii
- Frankliniella welaka
- Frankliniella williamsi
- Frankliniella yuccae

Selon ITIS (6 sept. 2013) :
- Frankliniella abnormis Moulton, 1948
- Frankliniella achaeta Hood, 1925
- Frankliniella andrei Moulton, 1936
- Frankliniella aurea Moulton, 1948
- Frankliniella bondari Hood, 1942
- Frankliniella borinquen Hood, 1942
- Frankliniella breviseta Moulton, 1948
- Frankliniella bruneri (Watson, 1926)
- Frankliniella caudiseta Sakimura & O'Neill, 1979
- Frankliniella cephalica (D. L. Crawford, 1910)
- Frankliniella citripes Hood, 1916
- Frankliniella davidsoni Moulton, 1936
- Frankliniella deserticola Sakimura & O'Neill, 1979
- Frankliniella ewarti Sakimura & O'Neill, 1979
- Frankliniella exigua Hood, 1925
- Frankliniella fulvipennis Moulton, 1933
- Frankliniella fusca (Hinds, 1902)
- Frankliniella fuscicauda Hood, 1927
- Frankliniella genuina Hood, 1925
- Frankliniella georgiensis Beshear, 1982
- Frankliniella gossypiana Hood, 1936
- Frankliniella hawksworthi O'Neill, 1970
- Frankliniella hemerocallis J. C. Crawford, 1948
- Frankliniella inornata Moulton, 1936
- Frankliniella insignis Moulton, 1936
- Frankliniella insularis (Franklin, 1908)
- Frankliniella intonsa (Trybom, 1895)
- Frankliniella invasor Sakimura, 1972
- Frankliniella kelliae Sakimura, 1981
- Frankliniella minuta (Moulton, 1907)
- Frankliniella obscura Moulton, 1936
- Frankliniella occidentalis (Pergande, 1895)
- Frankliniella pallida (Uzel, 1895)
- Frankliniella panamensis Hood, 1925
- Frankliniella pontederiae Watson & Preer, 1938
- Frankliniella runneri (Morgan, 1913)
- Frankliniella salviae Moulton, 1948
- Frankliniella schultzei (Trybom, 1910)
- Frankliniella solidaginis Hood, 1942
- Frankliniella stylosa Hood, 1912
- Frankliniella tenuicornis (Uzel, 1895)
- Frankliniella terminalis Moulton, 1948
- Frankliniella tritici (Fitch, 1855)
- Frankliniella tuttlei Sakimura & O'Neill, 1979
- Frankliniella umbrosa Moulton, 1948
- Frankliniella unicolor Morgan, 1925
- Frankliniella vaccinii Morgan, 1930
- Frankliniella welaka Hood, 1955
- Frankliniella williamsi Hood, 1915
- Frankliniella yuccae Moulton, 1936

Selon NCBI (6 sept. 2013) :
- Frankliniella australis
- Frankliniella aztecus
- Frankliniella bispinosa
- Frankliniella cephalica
- Frankliniella citripes
- Frankliniella fusca
- Frankliniella insularis
- Frankliniella intonsa
- Frankliniella minuta
- Frankliniella occidentalis
- Frankliniella panamensis
- Frankliniella schultzei
- Frankliniella tenuicornis
- Frankliniella tritici